# PFK Krília Sovétov Samara
El PFK Krília Sovétov Samara (en rus Профессиональный футбольный клуб "Крылья Советов" Самара) és un club de futbol de Rússia de la ciutat de Samara.

## Història
El Zenit Kúibixev (Kúibixev és l'antic nom de la ciutat de Samara) va ser fundat l'any 1942. El seu primer partit a la copa soviètica fou el 30 de juliol de 1944, als setzens de final on perdé amb el Lokomotiv de Moscou per 1 a 5. El seu primer partit al campionat de l'URSS fou el 4 de juny de 1945. El primer partit a la primera divisió soviètica fou 21 d'abril de 1946 a Alma-Ata amb derrota enfront del Zenit Leningrad (1:2).
El 1953 adoptà el nom de Krília Sovétov Kúibixev i el 1990, amb el canvi de nom de la ciutat, el de FK Krília Sovétov Samara. El club participà en 48 campionats de l'URSS i en 13 de Rússia. També participà 43 cops a la copa soviètica i 13 a la russa.

## Palmarès
El club no ha guanyat cap campionat destacat. Els seus millors resultats són una quarta posició a la lliga soviètica (1951), una tercera a la lliga russa (2004), finalista de la copa soviètica dos cops (1953, 1964) i finalista de la copa russa el (2003/04).

## Jugadors destacats
| - Aleksandr Aniukov - Matthew Booth - Aleksandr Borodyuk - Serge Branco - Viktor Bulatov - Yevgeni Bushmanov - Catanha - Vyacheslav Dayev - Andriy Husin - Serguei Ignaixévitx | - Andrei Kantxelskis - Andrei Kariaka - Galimzyan Khusainov - Denís Kolodin - Ognjen Koroman - Vladislav Radímov - Andrei Solomatin - Omari Tetradze - Andrey Tikhonov |